# Witrogoszcz-Osada
Witrogoszcz-Osada – wieś w Polsce położona w województwie wielkopolskim, w powiecie pilskim, w gminie Łobżenica. Miejscowość wchodzi w skład sołectwa Witrogoszcz. Nazwa miejscowości pochodzi od staropolskiego imienia Jutrogost.
W latach 1975–1998 miejscowość administracyjnie należała do województwa pilskiego.